# De Onde Vem
"De Onde Vem" é um single da banda de rock alternativo Tanlan, lançado em 2010 de forma independente. Primeira canção divulgada neste formato, foi liberada no site da banda para download gratuito do público. Acompanhou, como lado B, a música "Fingir".
As duas canções, mais tarde, foram inclusas no álbum Um Dia a Mais (2012). No entanto, ambas as músicas, principalmente "Fingir", tiveram trechos regravados e remasterizados no Sterling Sound, nos Estados Unidos.
Segundo os membros da banda, "De Onde Vem" marcou uma sonoridade mais madura para a Tanlan e, assim como o todo o disco, vinha para responder as perguntas feitas no primeiro álbum da banda, Tudo que eu Queria (2008). "Enquanto em Tudo que eu queria fazíamos muitas perguntas, em Um dia a mais tentamos dar algumas respostas. Isso foi algo muito natural, nada planejado. As composições foram gradativamente levando-nos nessa direção".

## Vídeo musical
O clipe de "De Onde Vem" foi lançado na VEVO em 23 de novembro de 2015.

## Faixas
1. "De Onde Vem" - 4:20
2. "Fingir" - 4:23

## Ficha técnica
Banda
- Fábio Sampaio - vocal, guitarra
- Beto Reinke - guitarra, teclados
- Tiago Garros - baixo
- Fernando Garros - bateria